# Острови Королеви Єлизавети
Острови́ Короле́ви Єлизаве́ти (англ. Queen Elizabeth Islands, фр. Îles de la Reine-Élisabeth; раніше відомі як Острови Перрі або Архіпелаг Паррі) — найпівнічніший сегмент Канадського Арктичного архіпелага, поділені між Нунавутом і Північно-Західними територіями на півночі Канади.

## Географія

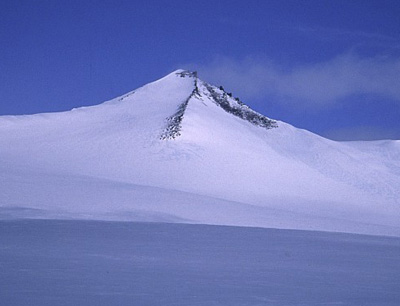
Пік Барбо (2616 метрів) — найвища вершина острова Елсмір, архіпелагу і території Нунавут

Острови лежать в басейні Північного Льодовитого океану північніше системи проток Мак-Клур, Вайкаунт-Мелвілл, Барроу, Ланкастер (в англомовних джерелах ці чотири протоки називають Parry Channel (протока Паррі)). За формою острови являють собою трикутник, в вершині якого лежить острів Елсмір, а основою служать острови Прінс-Патрік, Мелвілл, Батерст, Корнуолліс, Девон.

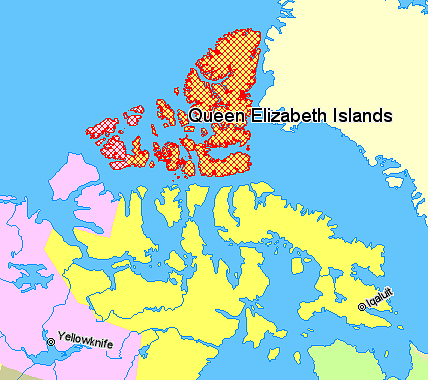
Острови Королеви Єлизавети, північна Канада.
Нунавут
Північно-Західні території
Квебек
Гренландія

Після перейменування термін «Архіпелаг Паррі» продовжують використовувати для південно-західної частини архіпелагу (острови Прінс-Патрік, Мелвілл, Батерст, Борден, Маккензі-Кінг, Корнуолліс і навколишні дрібні острови), частина інших островів (Амунд-Рінгнес, Аксел-Гейберг, Еллеф-Рінгнес, Корнуолл) відносять до групи островів Свердруп.
Одні острови мають низинний рельєф, інші представляють з себе плоскі плато висотою 300—600 метрів, на острові Девон піднімаються гірські хребти висотою до 1921 метра, найбільш гористим є найбільший острів архіпелагу — Елсмір, на якому знаходиться Пік Барбо (2616 метрів) — найвища вершина острова Елсмір, архіпелагу і території Нунавут. Клімат островів — вкрай суворий, арктичний. Острови покриті полярними пустелями.
Загальна площа островів складає 419 061 км². Багато з островів входять до числа найбільших на Земній кулі, найбільший з них — Елсмір, інший великий острів — Девон.

## Історія
Вперше європейці відкрили острови в 1616 році. Назва дана Британським адміралтейством на честь англійського дослідника Арктики В. Е. Паррі, який відкрив архіпелаг в 1819—1820 роках. Потім острови названі на честь Єлизавети II після її коронації як королеви Канади в 1953 році.

## Населення
Населення — 375 осіб (2006). Найбільш значні населені пункти — селище Резольют на острові Корнуолліс (229 осіб) і Гріс-Фіорд на Елсмірі (141 осіб). На Елсмірі також розташований Алерт — найпівнічніший населений пункт в світі (5 осіб). Решта островів не мають постійного населення. Основна господарська діяльність — видобуток нафти.